# Anastasia de Muntenegru
Prințesa Anastasia Petrović-Njegoš de Muntenegru (4 iunie 1868–25 noiembrie 1935) a fost fiica regelui Nicolae I al Muntenegru și a soției lui, Milena Vukotić. Prin al doilea mariaj, Anastasia a devenit Mare Ducesă Anastasia Nicolaevna a Rusiei. 

## Milica și Anastasia

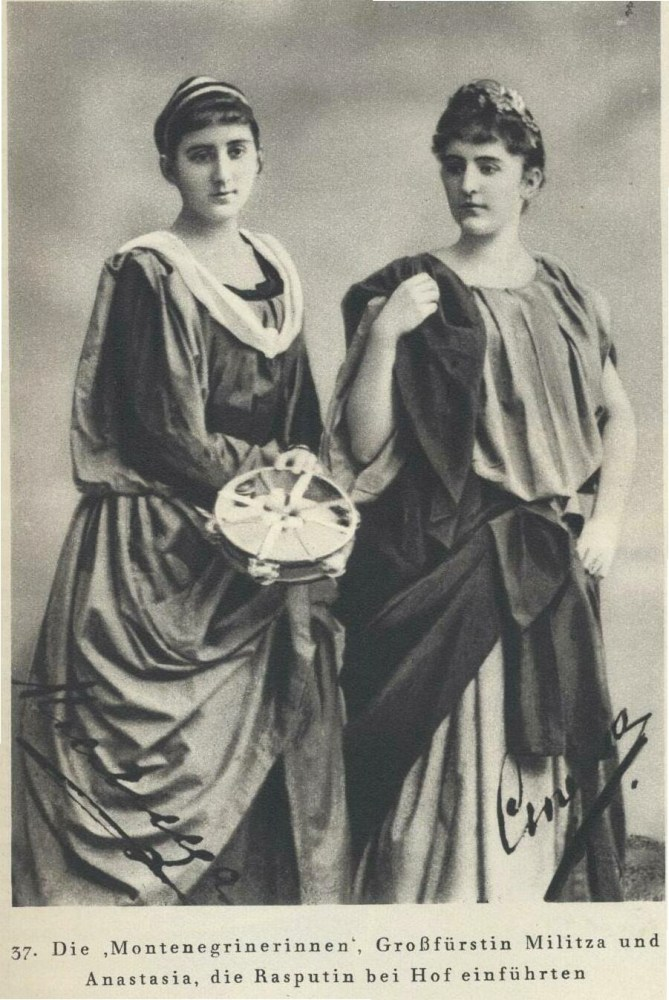
Milica și Anastasia (dreapta)

Anastasia și sora ei mai mare, Milica au fost invitate de țarul Alexandru al III-lea al Rusiei să fie educate la Institutul Smolny, care era o școală pentru nobile. Ambele surori au fost influente la curtea imperială rusă. Poreclite "pericolul negru" ele erau interesate de ocultism. Ele au fost discreditate prin prezentarea familiei imperiale a șarlatanului mistic Philippe Nizier-Vashod  și (cu grave consecințe) a lui Grigori Rasputin.

## Căsătorii
La 28 august 1889, la palatul imperial rus Petergof, Anastasia s-a căsătorit cu George Maximilianovici, al 6-lea Duce de Leuchtenberg. Ducele mai fusese căsătorit și era văduv cu un fiu. Cuplul a avut doi copii:
- Serghei Georgievici, al 8-lea Duce de Leuchtenberg (4 iulie 1890 - 7 ianuarie 1974); a murit celibatar[4]
- Prințesa Elena Georgievna de Leuchtenberg (3 ianuarie 1892 - 6 februarie 1971); căsătorită cu Contele Ștefan Tyszkiewicz.[4]

În timpul căsătoriei cu Anastasia, George s-a mutat cu amanta sa franceză, spre mânia împăratului Alexandru al III-lea. Căsătoria lor a fost considerată "furtunoasă"; s-a spus că George a insultat-o din prima zi a căsătoriei. Anastasia a putut obține divorțul după câțiva ani de căsnicie, la 15 noiembrie 1906.
La 29 aprilie 1907, la vârsta de 39 de ani, Anastasia s-a căsătorit cu Marele Duce Nicolae Nicolaevici al Rusiei (1856–1929). Nu au avut copii însă au avut o căsnicie fericită. Amândoi erau persoane foarte religioase ortodoxe, cu anumite tendințe către misticism. Cum muntenegrenii erau unul dintre cele mai antiotomane popoare slave din Balcani, Anastasia a întărit sentimentele panslave ale lui Nicolai. Prin cea de-a doua căsătorie Anastasia a devenit și cumnată cu sora ei Milica.
Ambii ei soți au fost nepoți ai țarului Nicolae I al Rusiei (1796–1855): primul provenea dintr-o linie mixtă, cel de-al doilea pe linie masculină directă. 

## Post Revoluție
În martie 1917, ultimul țar a fost răsturnat și familia Romanov a fost îndepărtată de la putere. Anastasia și soțul ei au locuit în perioada 1917-1919 mai întâi în Caucaz, apoi în Crimeea. De la Yalta din Crimeea, cuplul a reușit să părăsească Rusia în 1919 la bordul navei britanice Marlborough. S-au stabilit pentru scurtă vreme în Italia la sora Anastasia, Elena, regină a Italiei prin căsătoria cu Victor Emanuel al III-lea. Mai târziu au plecat în Franța petrecând iernile pe rivieră.
Anastasia a murit la Cap d'Antibes la 15 noiembrie 1935 supraviețuind soțului ei cu șase ani.